# Australian lowline
L'australian lowline est une race bovine australienne.

## Origine
Elle provient de recherches menées à partir de 1974 sur des lignées d'angus sélectionnées sur leur taille la lowline était la variante de petite taille, la highline, la variante de grande taille. En 1990, les animaux sont vendus à la fin des essais. Achetés par des éleveurs, ces derniers créent en 1992, l'association australienne de bovins lowline. (Australian Lowline Cattle Association ou ALCA) Elle gère le registre généalogique de la race: initialement, 251 femelles et 58 mâles en 1993. Elle a décidé de préserver cette race pure et de refuser les croisements.

## Morphologie
Elle porte une robe uniformément noire, comme son ancêtre angus. Elle est naturellement sans cornes. 
La vache mesure entre 95 et 105 cm pour un poids de 320 kg et les taureaux de 100 à 110 cm pour 400 kg.

## Aptitudes
Cette race est destinée à la production de viande: la taille des veaux étant compatible avec celle des congélateurs familiaux. La viande est tendre avec un gras marbré qui plait bien à la clientèle japonaise. 
Pour ne rien gâcher, la race est docile: elle peut être menée jusqu'à un an avec des moutons et être un camarade de jeux des enfants. Elle peut aussi servir de tondeuse écologique pour les grandes propriétés. 
La vache vêle seule sans aide et le taux de mortalité des veaux est très bas.